# Navatalgordo
Navatalgordo ist ein zentralspanischer Ort und Gemeinde (municipio) mit 237 Einwohnern (Stand: 2024) in der Provinz Ávila in der Autonomen Region Kastilien-León. Villanueva de Ávila wurde 1990 aus Navatalgordo herausgelöst. 

## Lage
Navatalgordo befindet sich am östlichen Ende der Sierra de Gredos gut 30 km südsüdöstlich von Ávila bzw. gut 88 km westlich von Madrid in einer Höhe von ca. 1260 m. Der Río Alberche begrenzt die Gemeinde im Südosten. 
Das Klima im Winter ist kühl, im Sommer dagegen durchaus warm; Niederschlagsmengen (575 mm/Jahr) fallen – mit Ausnahme der nahezu regenlosen Sommermonate – verteilt übers ganze Jahr.

## Bevölkerungsentwicklung
| Jahr      | 1970 | 1981 | 1991 | 2001 | 2011 | 2021 |
| --------- | ---- | ---- | ---- | ---- | ---- | ---- |
| Einwohner | 1720 | 1350 | 545  | 297  | 249  | 243  |

Der Bevölkerungsrückgang seit den 1950er Jahren ist im Wesentlichen auf die Mechanisierung der Landwirtschaft und den damit einhergehenden Verlust an Arbeitsplätzen zurückzuführen.

## Sehenswürdigkeiten

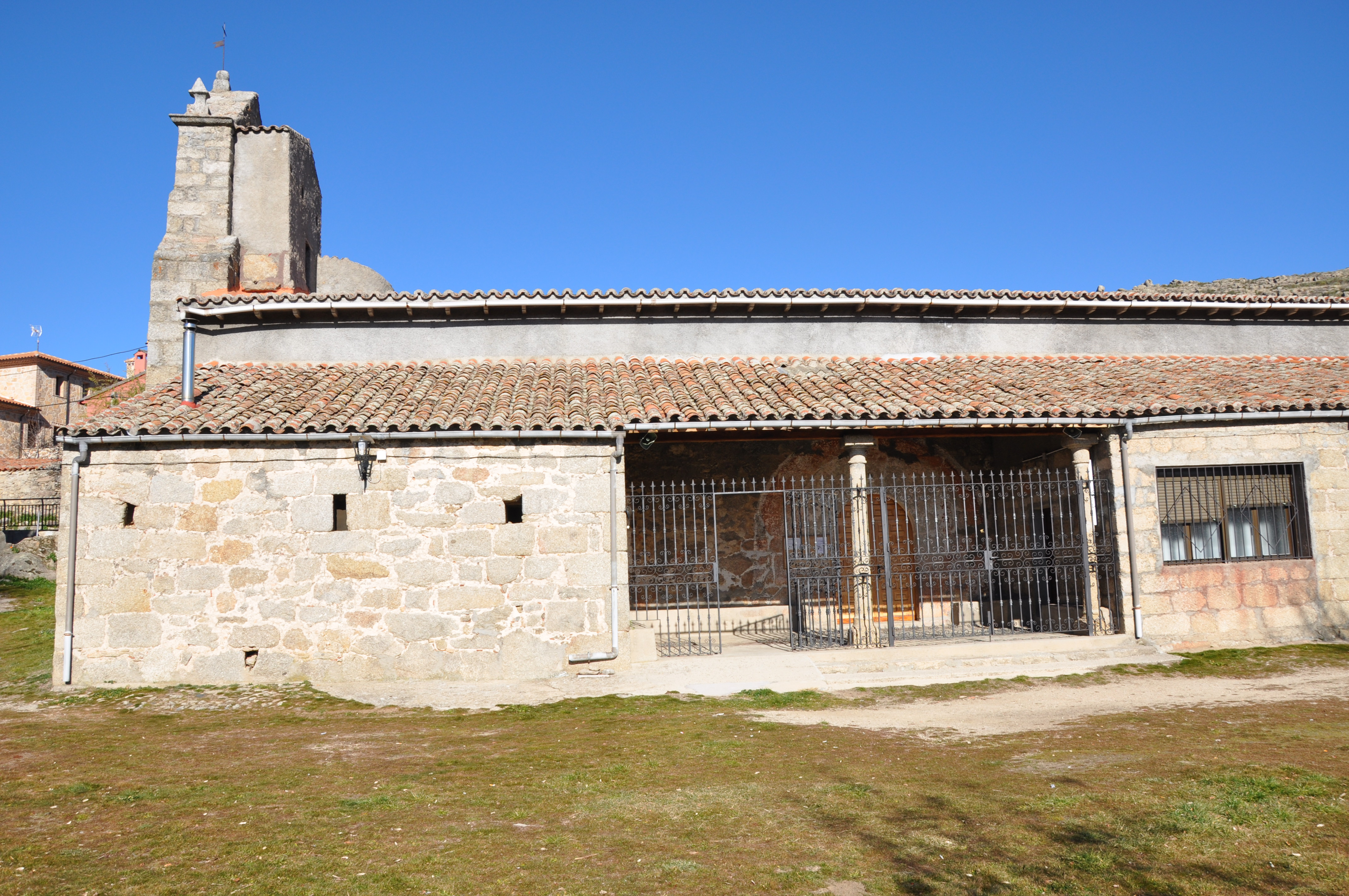
Michaeliskirche

- Michaeliskirche